# Йосипіна Турнограйська
Йосипіна Турнограйська (9 липня 1833, Град-Турн — 1 червня 1854, Грац) — словенська письменниця, поетеса та композиторка.

## Життєпис

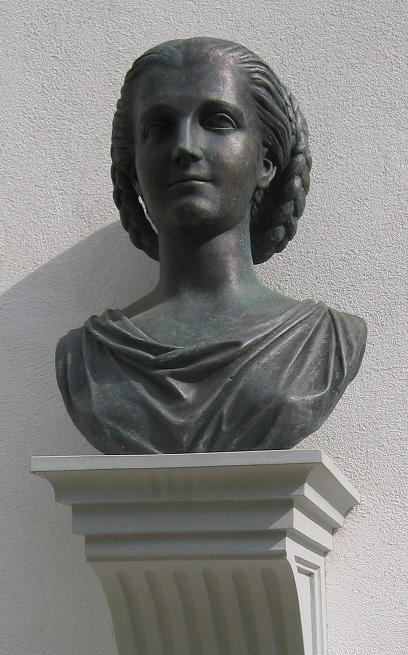
Бюст Йосипіни Турнограйської у Граду Турн.

Йосипіна Турнограйська народилася 1833 року в Граді Турн тодішньої Австрійської імперії, від назви якого вона також отримала свій псевдонім Турнограйська.
Коли вона відправляла своє перше оповідання до редакції літературного журналу Slovenska Bčela вона пояснила вибір імені так: «Слов'янські сини прагнуть показати свою силу і гідність. Чому слов'янські доньки можуть не мати такого ж бажання? Ось чому я вирішила спробувати написати щось своєю власною м'якою мовою, і я наважилася відправити одну історію з моєї колекції і прошу Вас включити її в публікацію. Нехай моє ім'я буде Йосипіна Турнограйська, бо мій рідний дім — Град Турн.»
Йосипіна Турнограйська здобула освіту, навчаючись у репетиторів Граду Турн, зокрема, мала гарні пізнання в музиці, релігії, а також розмовляла латинською та італійською мовою.
Вона сама вивчила французьку. Після 1849 року її новий викладач навчив її давньогрецької, природничих наук та історії, з особливим акцентом на словенську історію, а також історію слов'янських народів.
Це стало каталізатором для пробудження національного ентузіазму в Йосопіні, яка вирішила стати письменницею. У 1850 році вона була заручена з Ловро Томаном, поетом, який пізніше став успішним адвокатом і впливовим політиком.
Томан вивчав право в Граці і під час їх роботи вони активно листувалися. Більше тисячі листів збереглися, деякі включали до двадцяти п'яти сторінок тексту.
Листи викликають інтерес не тільки через те, що демонструють стосунки й почуття двох закоханих, але й тому що вони дають важливе розуміння повсякденного життя в середині 19-го століття в словенських землях.
У 1853 році вони одружилися, і через роботу Томана вона переїхала на постійне проживання до Граца.
Йосипіна Турнограйська померла там через рік після низки ускладнень, викликаних пологами та кіром у 1854 році. Їй було всього 21 рік.

## Роботи
Оповідання
- Boris, Zora 1852
- Carigrajski Patriarh, Slovenec 1851
- Cesar v Ljubljani, 1850
- Domoljubje, 1850
- Donava, 1854
- Hoja iz Preddvora na Turn, 1850
- Izdajstvo in sprava, Slovenska bčela 1851
- Jelen, 1850
- Jesen, 1850
- Kakor bo božja volja, tako pa bo, 1850
- Katarina, ruska carica
- Lep izgled ljubezni do sovražnikov, 1850
- Marula,1851, Vodnikov spomenik 1859
- Moč vesti, 1851
- Na grobu Prešerna, 1851
- Nedolžnost in sila, Slovenska bčela 1851
- Nepoznani dvobojnik, 1851
- Nesrečen prepir, 1850
- Nikola Zrinji, največji slavjanski vojak, 1851
- Očetova kletev, 1850
- Petelin, 1850
- Poljski rodoljub, 1850
- Pomlad
- Popotnik, 1850
- Povračilo, 1850
- Razvaline Pustiga grada, 1850
- Rožmanova Lenčica, Zora 1852
- Slavljanski mučenik, Slovenska bčela 1851
- Sodba Bretislavova, 1850
- Spitignejev in udova, 1851
- Sprava, 1850
- Svatoboj puščavnik, Slovenska bčela 1851
- Svoboda, 1850
- Svobodoljubna Slavjanka, 1850
- Trdoslav, Zora 1852
- Vilica, 1851
- Vojvoda Ferdinand Brannšveigovski in francozki v vojski vjeti oficirji, 1850
- Zvestoba do smrti, Slovenska bčela 1851

Пісні
- Zmiraj krasna je narava
- Noč na grobu
- Smereka

## Увічнення пам'яті
- Культурне товариство Йосипіни Турнограйської (Kulturno društvo Josipine Turnograjske)
- Plaketa Josipine Turnograjske
- Вулиця Йосипіни Турнограйської в Любляні(Ulica Josipine Turnograjske, Ljubljana)
- Вулиця Йосипіни Турнограйської у Мариборі(Ulica Josipine Turnograjske, Maribor)